# 曼德勒海灣酒店

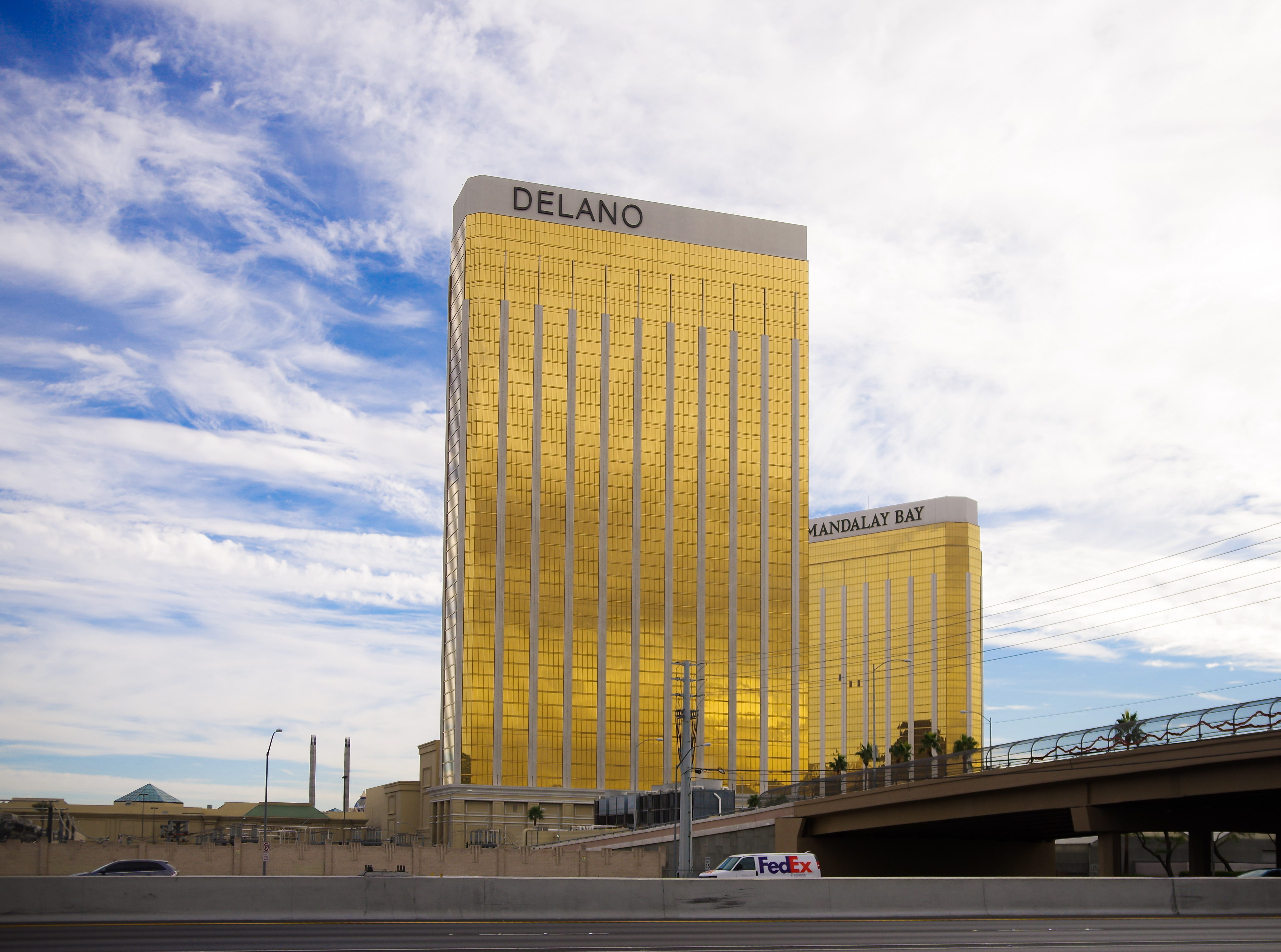

曼德勒海灣酒店（英語：THEhotel at Mandalay Bay）是一家位於內華達州拉斯維加斯的酒店，該酒店由美高梅國際酒店集團所有并負責運營。酒店本身高43層，擁有1,117間豪華套房。